# 交感神経幹
交感神経幹（こうかんしんけいかん、英: sympathetic trunk）は、脊椎の傍らにあり、ほぼ頭蓋骨の底部から尾骨まで縦走する神経線維の束。左右に一本ずつあり、この線維束の中に交感神経の神経節が並ぶ。

## 構造
交感神経幹は頭蓋骨底から脊椎の前外側を下行し、尾骨に至る。各脊髄神経またはその前根と交通枝（灰白交通枝）を介して接続している。
交感神経幹の上縁は、さらに上行して頸動脈管から頭蓋内に入り、内頸動脈上に神経叢を形成している。また下縁は尾骨の前方を走行して他方の神経幹と合わさり、不対神経節と呼ばれる構造を形成する（不対神経節は存在しないこともある）。
交感神経幹に沿って存在する神経節は、脊椎傍神経節と呼ばれる。脊椎傍神経節に分類される神経節としては、以下のようなものがある。
- 頸部
  - 上頸神経節 - 第二頸椎（軸椎）と第三頸椎の間の高さにある。
  - 中頸神経節 - 第六頸椎の高さにある。小さい神経節で、存在しないこともある。
  - 星状神経節（頸胸神経節） - 頸神経節と第一胸神経節が癒合したもので、第七頸椎の高さにある。それぞれが独立していることもある。

- 胸部
  - 第一から第十二胸神経節 - 第一から第四胸神経節からの神経線維が集まって心肺内臓神経が作られ胸腔内の内臓に分布している。同様に、第五から第九胸神経節から大内臓神経が、第十と第十一胸神経節から小内臓神経が作られ、腹腔内に分布する。第十二胸神経節からの最小内臓神経が作られる場合もある。

- 腰部
  - 腰神経節 - ふつう3つ存在し、ここから腰内臓神経が起き、下腸間膜神経叢にいたる。

- 仙骨部
  - 仙骨神経節 - 4つから5つ存在する。ここからは仙骨内臓神経が起き下腹神経叢にいたる。

## 機能
自律神経系のうち交感神経系の構成要素として、交感神経幹は重要なものである。脊髄神経はこの幹を経由して上位または下位の髄節の神経と交通している。また上述のように、ほとんどの内臓神経をはじめとして、交感神経幹から直接起きる神経も多い。

## 追加画像

脊髄神経の構造。白交通枝と灰白交通枝が交感神経幹との交通枝になる。
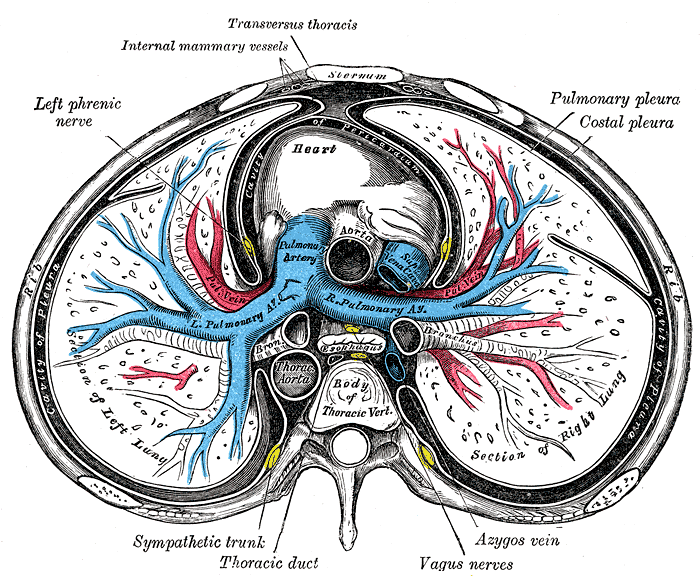
胸郭の横断面。交感神経幹が椎骨の両側に走る。
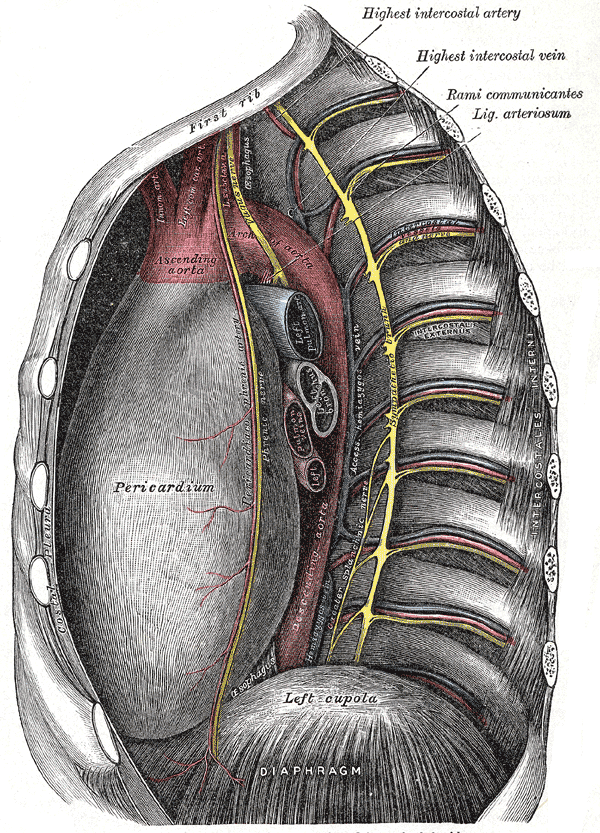
心臓、胸部大動脈脊髄の左側面図。左交感神経幹が下行している。
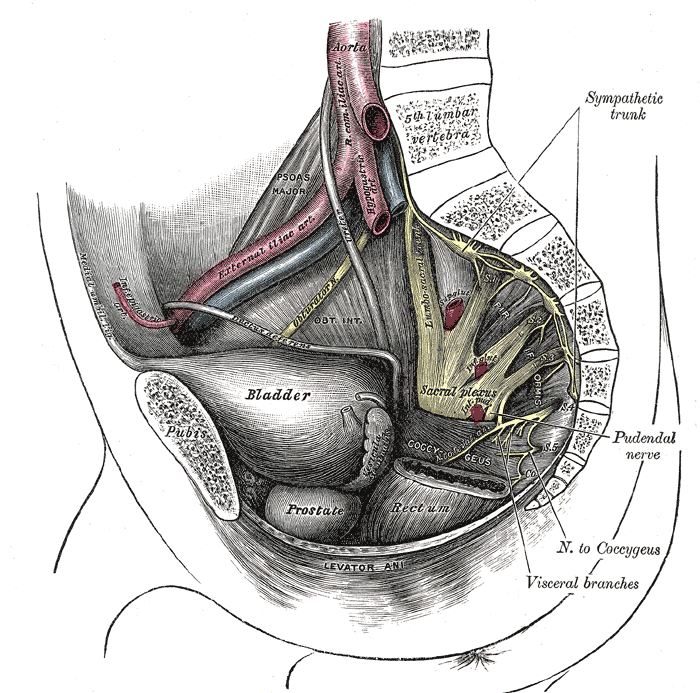
骨盤側壁の断面。仙骨神経叢および陰部神経叢と交感神経幹の関係を示す。
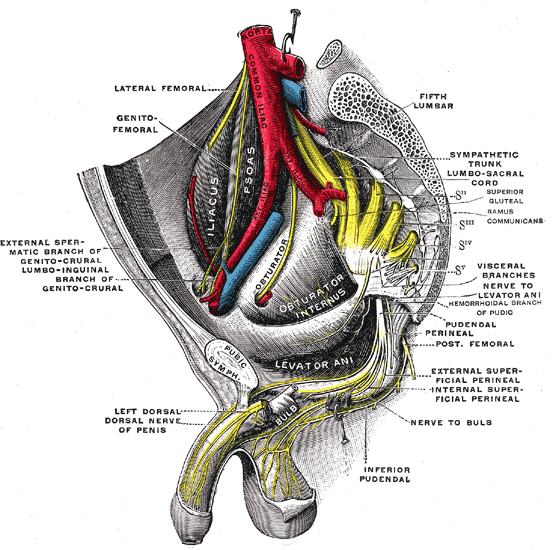
右仙骨神経叢。
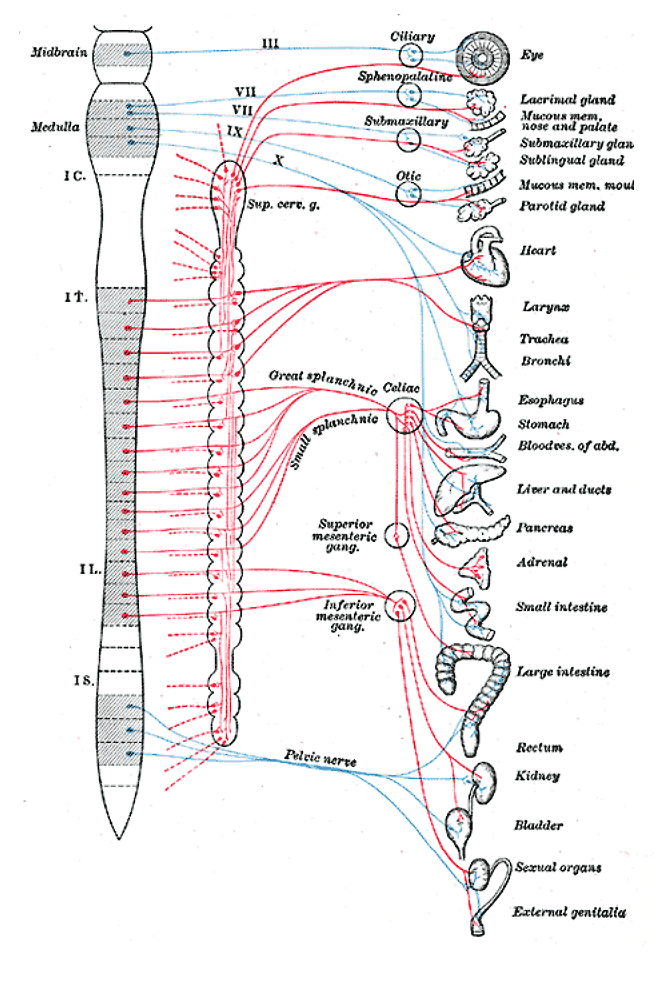
遠心性交感神経系の模式図。
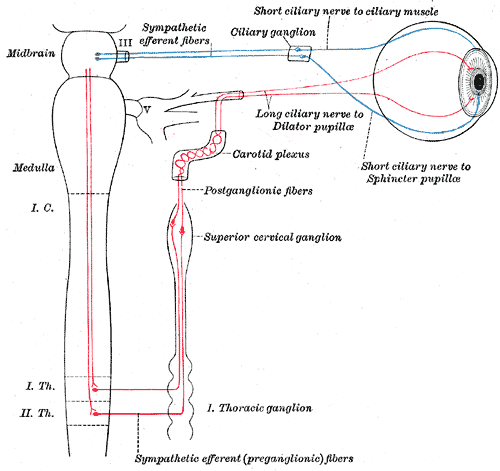
毛様体神経節と上頸神経節からの眼への自律神経線維の走行。赤が交感神経線維、青が副交感神経線維を示す。